# Hacklebarney
Hacklebarney è un album Live a nome Greg Brown / Dick Pinney, pubblicato dall'etichetta discografica Mountain Railroad Records nel 1974.

## Tracce

### LP
Lato A
Testi e musiche di Greg Brown.
1. My Pa He Came Home Quiet as the Evening – 2:50
2. Hacklebarney – 3:54
3. One New Year's Day – 3:08
4. Bad Roads in Spring – 3:22
5. The Last Shepherd – 4:25
6. Tornado – 3:00

Lato B
Testi e musiche di Greg Brown, eccetto dove indicato.
1. Dicker – 3:17 (Dick Pinney)
2. One Restless Woman – 5:07
3. Even Ozzie and Harriet Get the Blues – 6:18 (Dick Pinney)
4. Walk Me Round Your Garden – 4:02 (Dick Pinney)
5. Driftin' – 3:03 (Dick Pinney, Greg Brown)
6. How Black the Fields – 3:35

## Musicisti
- Greg Brown – chitarra, armonica, piano, voce
- Dick Pinney – chitarra, armonica, voce
- Doug Freeman – basso (brani: Bad Roads in Spring e Driftin')

Note aggiuntive
- Stephen Powers – produttore, ingegnere delle registrazioni
- Registrato dal vivo al Charlotte's Web di Rockford, Illinois, 30 gennaio - 3 febbraio, 1974
- Bob Bergland – mastering (al Sound 80, Minn. Mn.)
- Henry Rogers – foto copertina frontale album originale
- Hank Taylor – foto retrocopertina album originale
- Ray Schulz – cover art copertina album originale[1]